# Rutina Wesley
Rutina Wesley er en amerikansk filmskuespiller, teaterskuespiller og tv-skuespiller. Hun er bedst kendt for sin rolle Tara Thornton i True Blood.

## Tidligere liv
Wesley er født og opdraget i Las Vegas, Nevada. Wesleys far Ivery Wheeler er professionel stepdanser og mor Cassandra Wesley var en showgirl. Efter high school tog hun på Las Vegas Academy of International Studies, Performing and Visual Arts. Hun studerede dans hos Simba Studios og West Las Vegas Arts Center.
På Las Vegas Academy, missede Wesley flere college træningsprogram prøver, men det lykkedes at komme ind på University of Evansville i Indiana. Hun tøvede med at tage på skolen fordi staten manglende minoriteter. Efter hun havde uddannet sig som teaterskuespiller, vil hendes bedstemor have hende til at blive social- og sundhedshjælper, men Wesley insisterede på at forsætte sin uddannelse. Hun kom ind på Juilliard School i 2001 og og fik eksamen i maj 2005, det inkluderede også en sommer på Royal Academy of Dramatic Art i London. På Juilliard blev Wesley og hendes senere medstjerne Nelsan Ellis tætte venner.

## Privatliv
Hun bor både i Los Angeles og Astoria, Queens. Hun er gift med skuespiller Jacob Fishel.

## Priser/Nomineringer
- Screen Actors Guild Awards
  - 2010, Enestående Ensemble i en Dramaserie (True Blood)-nomineret
- Scream Awards
  - 2009, Bedste birolle (True Blood)-nomineret

## Filmografi
| År        | Film               | Rolle           | Noter                |
| --------- | ------------------ | --------------- | -------------------- |
| 2007      | How She Move       | Raya Green      | Film debut           |
| 2008      | Numb3rs            | Sarah           | Afsnit: "Magic Show" |
| 2008–2014 | True Blood         | Tara Thornton   | 27 afsnit            |
| 2009      | The Cleveland Show | Yvette (stemme) | 1 afsnit             |